# King Size Dick

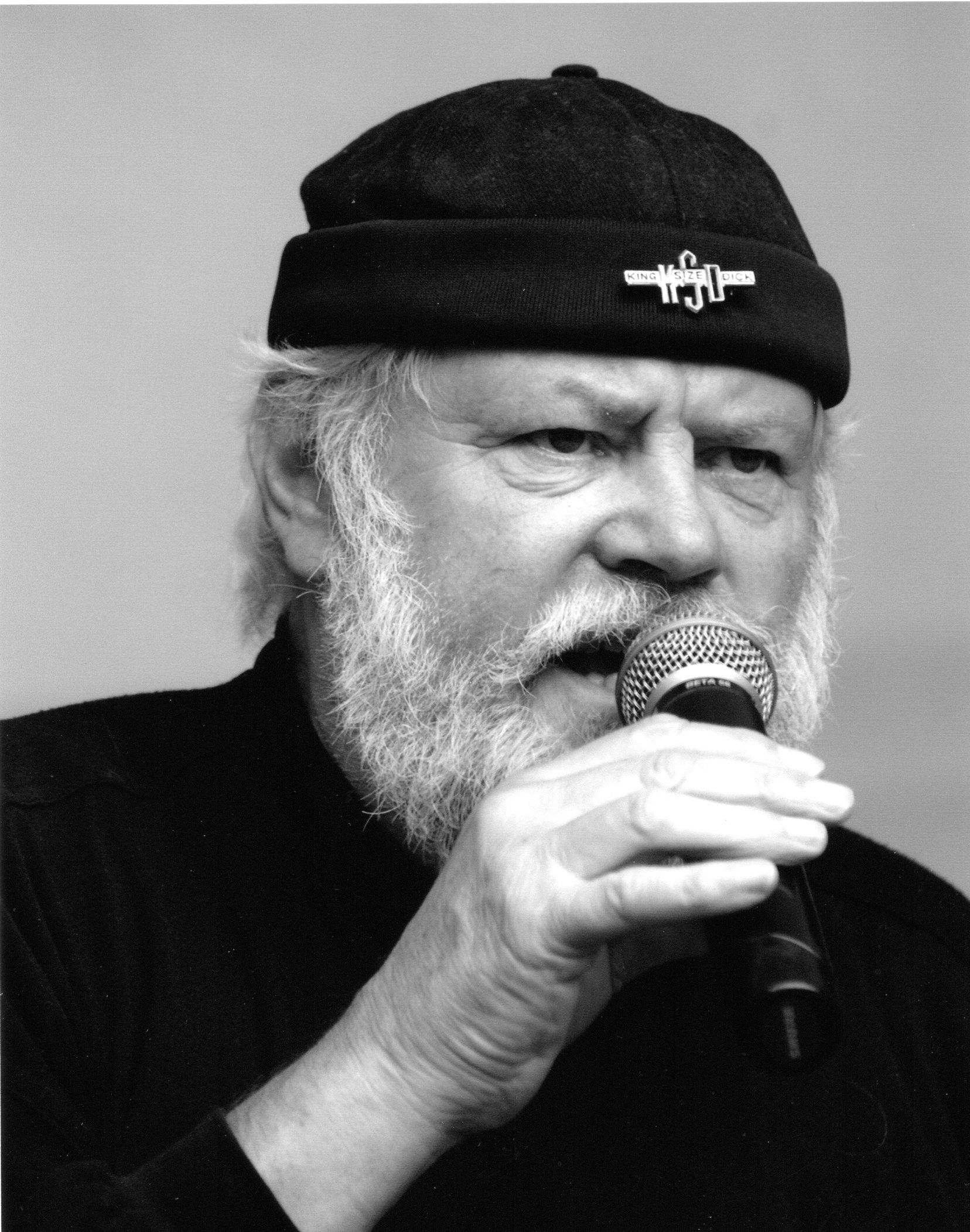
King Size Dick 2009

King Size Dick (* 29. Dezember 1942 in Köln; bürgerlich Heinz Ganss) ist ein deutscher Rocksänger, der überwiegend Kölsch singt.

## Biographie
King Size Dick, von Beruf Fernfahrer, begann seine Musikerkarriere in den 1960er Jahren in seiner Heimatstadt Köln in mehreren kleineren Bands, die erste Band war Dick & The Shade. Während seiner Soldatenzeit in Wales war er Gast-Sänger bei der Band Brian Poole & The Tremeloes.
In den 1970er Jahren trat er zusammen mit den Bläck Fööss auf, deren Fahrer er war. Er übernahm dort den Gesangspart bei dem Erfolgstitel Linda Lou, der seitdem untrennbar mit dem Namen King Size Dick verbunden ist.
Ende der 1970er Jahre spielte er in der Formation Dick & Alex zusammen mit dem Gitarristen und Songschreiber Alex Parche Deutschrock-Songs wie Schweine in weißen Westen.

## Künstlername
Im Rheinischen dient die Bezeichnung „Dick“ als Kosename für einen beleibten Menschen. Mit diesem Spitznamen trat er früh auf die Bühne. Während seiner Zeit in Wales von einem Waliser auf den Namen angesprochen, antwortete Ganss auf Englisch "„Na dick, groß eben“, worauf sein Gegenüber antwortete: "„Ah! King size!“. Dies griff Ganss auf und bildete daraus seinen Künstlernamen.

## Auszeichnungen
King Size Dick ist Träger der Willi-Ostermann-Medaille 2002; der höchsten offiziellen Auszeichnung im Kölner Karneval.

## Diskografie (unvollständig)

### Alben
- Wä op Zack es... (1979)
- Esu ben ich (1981)
- Rusjesök (1983)
- Bes he hin un nit wigger (1987)
- Letzte Naach (1990)
- Weihnachts-Zick (1991)
- Et Bess us „Kölle am Rhing“ (1993)
- Kölsche Spezialitäten  (1995)
- Loss mer all noh'm Dom jonn (1996)
- Jeseechter vun mir (2003)
- Weihnacht (2009)

### Singles
- Wapapapa / Keinen Cent mehr in der Tasche (1972)
- Macho-girl (1990)
- Kölle my love (1995)
- Halleluja (1995)
- Föttchensföhler Manni (1997)
- Luur ens Mathilde (1997)
- Ming Stadt am Rhing (1998)
- Maria (2001)
- Kölsche Evergreens (2007)
- C’est la vie leev Marie (2010)